# Oreste Síndici
Pour les articles homonymes, voir Sindici.
Joaquín Atilio Oreste Teopisto Melchor Sindici Topai, ou Oreste Síndici (né le 31 mai 1828 à Ceccano, dans la province de Frosinone, dans le Latium, alors dans les États pontificaux et mort à Bogota le 12 janvier 1904) est un compositeur italo-colombien de musique classique.

## Biographie
Oreste Sindici arrive à Bogota comme membre d'une troupe d'opéra et décide d'adopter la nationalité colombienne. 
En 1887 il compose la musique de l'hymne national de la Colombie. 
Il décède à Bogotá le 12 janvier 1904.
L'œuvre musicale complète de Sindici, dont le nombre s'élève à 150 œuvres, est restée inédite pendant plus de cent ans depuis la mort du compositeur en 1904. Il aura fallu attendre 2017 pour qu'Alexander Klein, musicologue à l'université de Los Andes, les publie toutes. Les partitions survivantes de Sindici ainsi qu'une notice biographique mise à jour du compositeur.